# Восточная конференция (НХЛ)
Восточная конференция — одна из двух конференций, которые используются для деления команд в Национальной хоккейной лиге.
Второй конференцией является Западная конференция.
Восточная конференция была создана в 1974 году, когда НХЛ была разделена на 2 конференции и 4 дивизиона, и первоначально носила название «Конференция Принца Уэльского».
Поскольку новые конференции и дивизионы не отражали североамериканскую географию, географические названия были отменены.
Восточная конференция состояла из двух дивизионов:«Дивизион Адамса» и «Дивизион Норриса».
В 1981 году составы дивизионов были изменены для большего географического соответствия, однако, названия остались прежними.
Дивизион Норриса «переехал» на запад, а Дивизион Патрика — на восток.
Смена названий произошла в 1993 году.
Дивизион Адамса сменил название на «Северо-восточный», а Дивизион Патрика был переименован в «Атлантический дивизион».
Несмотря на все произошедшие изменения, трофей чемпиона конференции Приз принца Уэльского сохранил своё название.

## Дивизионы
До преобразований 1993 года, Конференция Принца Уэльского состояла из Дивизиона Адамса и Дивизиона Патрика.
В 1998 был сформирован Юго-восточный дивизион. Перед сезоном 2013/2014 были упразднены Северо-восточный и Юго-восточный дивизионы, а их место занял Столичный дивизион.
В настоящее время Восточная конференция представлена 16 командами, разделенными на 2 дивизиона: Атлантический и Столичный.
| Атлантический дивизион | Столичный дивизион   |
| ---------------------- | -------------------- |
| Бостон Брюинз          | Каролина Харрикейнз  |
| Баффало Сейбрз         | Коламбус Блю Джекетс |
| Детройт Ред Уингз      | Нью-Джерси Девилз    |
| Флорида Пантерз        | Нью-Йорк Айлендерс   |
| Монреаль Канадиенс     | Нью-Йорк Рейнджерс   |
| Оттава Сенаторз        | Филадельфия Флайерз  |
| Тампа-Бэй Лайтнинг     | Питтсбург Пингвинз   |
| Торонто Мейпл Лифс     | Вашингтон Кэпиталз   |

## Чемпионы
До 1982 года в НХЛ была уникальная система плей-офф по сравнению с НФЛ, НБА и МЛБ. В плей-офф команды были посеяны вне зависимости от принадлежности к конференции. В результате, две команды из одной конференции могли встретиться в финале Кубка Стэнли, как это и было в 1977, 1978 и 1980 годах. В рамках этой системы, чемпионом Уэльской конференции, и, следовательно, победителем приза принца Уэльского, становилась команда, которая финишировала на 1 месте в конференции по итогам регулярного сезона.
Начиная с 1982 году, победителем приза принца Уэльского, становится команда, выигравшая в финале плей-офф Уэльской/Восточной конференции.

## Обладатели Кубка Стэнли
- 1976 — Монреаль Канадиенс
- 1977 — Монреаль Канадиенс
- 1978 — Монреаль Канадиенс
- 1979 — Монреаль Канадиенс
- 1982 — Нью-Йорк Айлендерс
- 1983 — Нью-Йорк Айлендерс
- 1986 — Монреаль Канадиенс
- 1991 — Питтсбург Пингвинз
- 1992 — Питтсбург Пингвинз
- 1993 — Монреаль Канадиенс
- 1994 — Нью-Йорк Рейнджерс
- 1995 — Нью-Джерси Девилз
- 1900 — Нью-Джерси Девилз
- 2003 — Нью-Джерси Девилз
- 2004 — Тампа-Бэй Лайтнинг
- 2006 — Каролина Харрикейнз
- 2009 — Питтсбург Пингвинз
- 2011 — Бостон Брюинз
- 2016 — Питтсбург Пингвинз
- 2017 — Питтсбург Пингвинз
- 2018 — Вашингтон Кэпиталз
- 2020 — Тампа-Бэй Лайтнинг